# Concertele brandenburgice

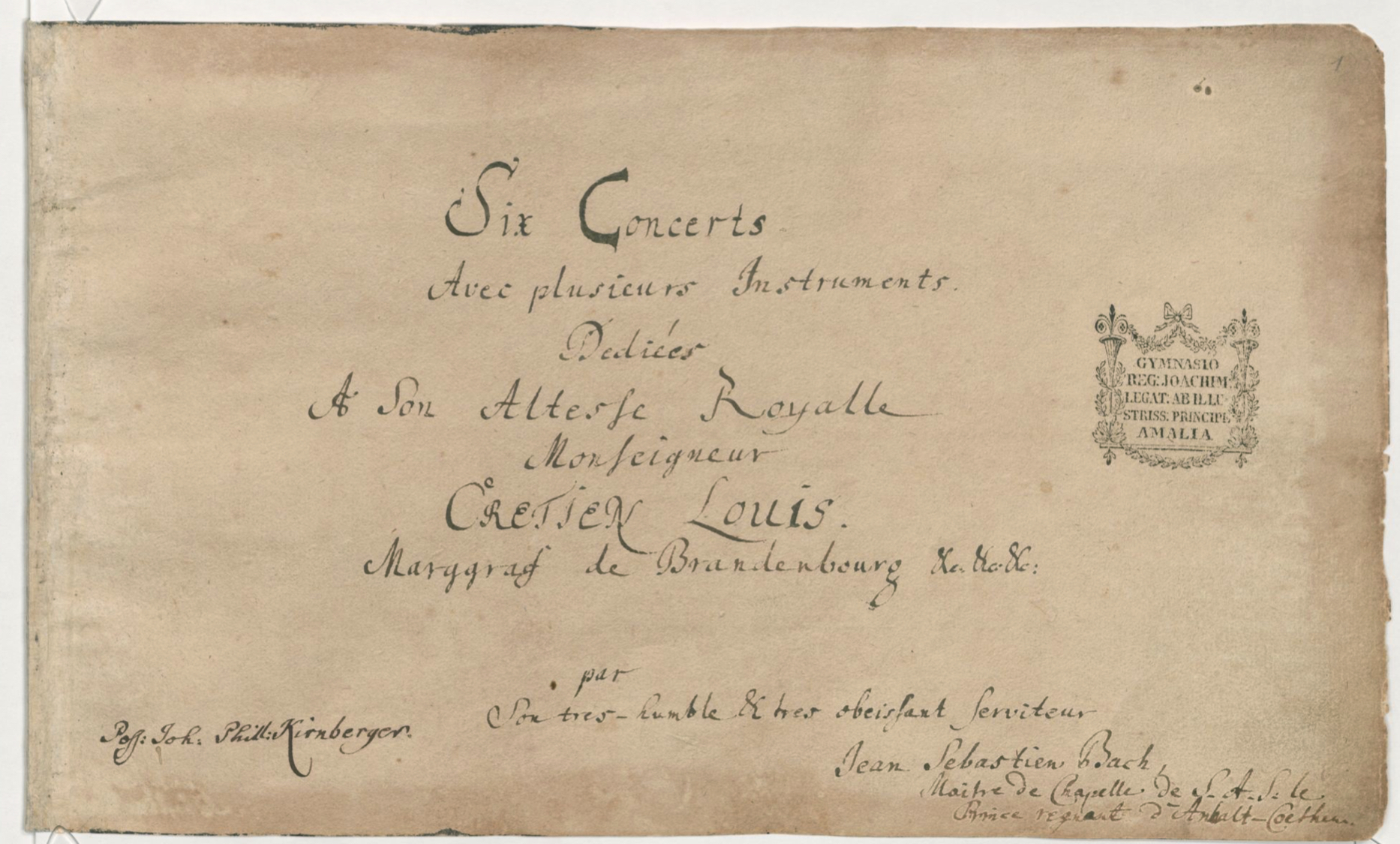
Concertele brandenburgice: pagina de titlu

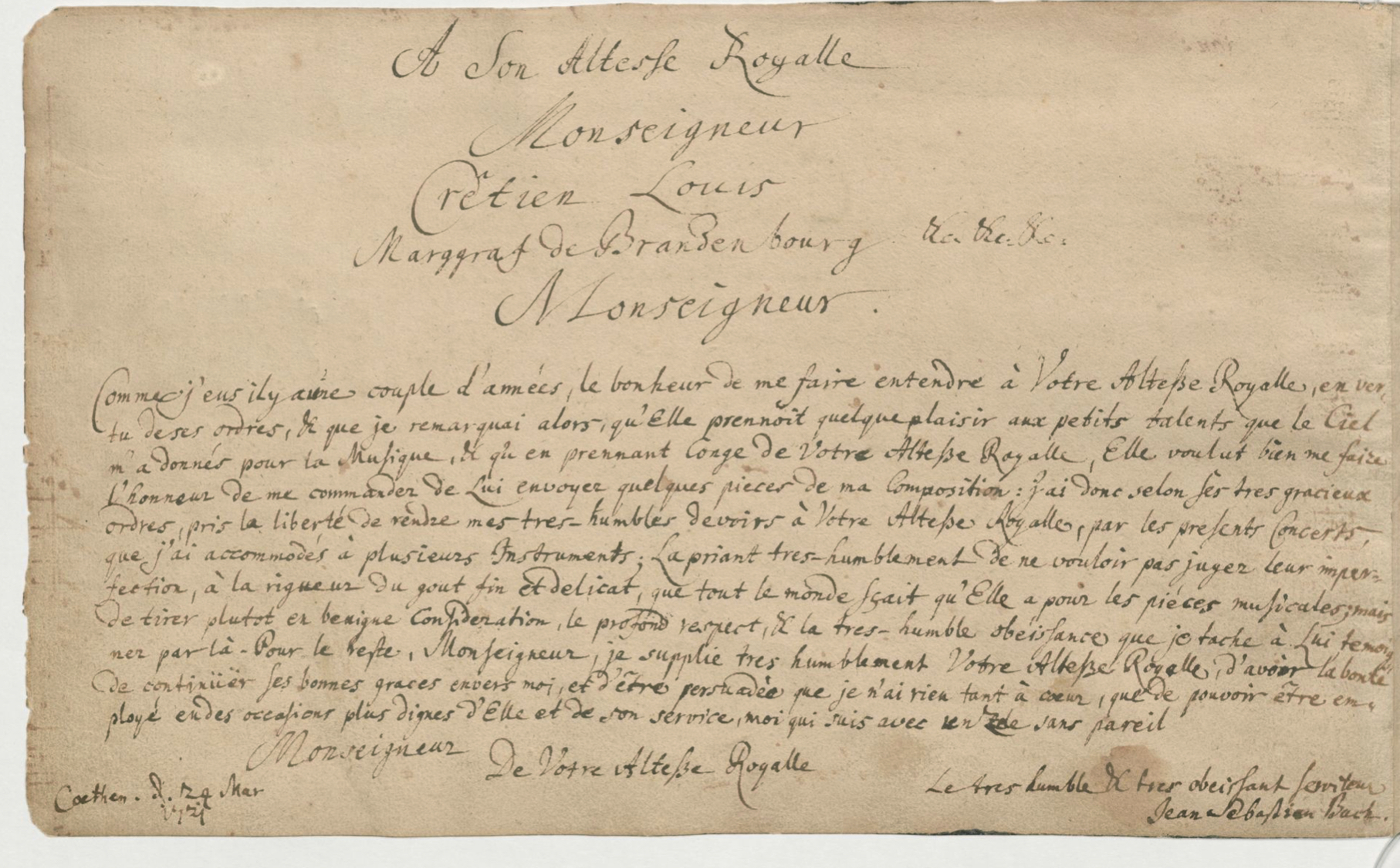
Concertele brandenburgice: dedicație în franceză

Concertele brandenburgice, în germană Brandenburgische Konzerte, sunt o colecție de șase concerte instrumentale de Johann Sebastian Bach (BWV 1046–1051). Ele sunt considerate capodopere orchestrale ale muzicii baroce.
Titlul original în franceză era Six Concerts Avec plusieurs Instruments, așa cum apare el în dedicația autografă către margraful Christian Ludwig von Brandenburg-Schwedt pe partitura din 1721; dar probabil au fost compuse la o dată anterioară. Titlul Concerte brandenburgice a fost introdus în 1879 de Philipp Spitta⁠(en)[traduceți], muzicolog și biograf al lui Bach.

## Structura concertelor
Cele șase concerte sunt foarte diversificate în ceea ce privește instrumentația și detaliile componistice. Compozitorul intenționa să ofere interpreților modele de trăsături stilistice și a scris fiecare concert pentru instrumente specifice ale vremii: două sunt pentru alămuri (corn de vânătoare și trompetă), două pentru flauți (flaut dulce, flaut travers) și două pentru principalele instrumente de muzică de cameră cu claviatură (clavecin) și arcuș (vioară, violă, viola da gamba, violoncel). Stilistic, ele se pot grupa în câteva categorii:
- Concertul #1 și concertul #3 urmează forma de concert italian cu uvertură, parte mediană lentă și dansuri în partea finală. Ambele concerte reprezintă o formă mai veche de concerto grosso, în care dialoghează nu instrumentele soliste ci grupurile orchestrale. Astfel, vocile principale din diversele grupuri instrumentale au ocazia să iasă în evidență.[5][6]
- Concertul #5 și concertul #6 sunt extremele stilistice ale colecției. Aici Bach reușește să introducă în forma concertului italian în trei părți elemente ale altor stiluri naționale: în concertul #5 stilul muzicii franceze a timpului, în concertul #6 muzica germană a predecesorilor lui Bach.[5][7]
- Concertul #2 și concertul #4 opun un grup mic de instrumente soliste unei orchestre de coarde, reprezentând astfel forma modernă a unui concert pentru mai multe instrumente soliste.[8]

|                                                            | Ansamblul instrumental | Concertino                                        | Audio |
| ---------------------------------------------------------- | --- | ------------------------------------------------- | --- |
| Concertul brandenburgic Nr. 1 în fa major (BWV 1046)       | 2 Corni da caccia⁠(it)[traduceți] · 3 Oboi · Fagotto · Violino piccolo⁠(it)[traduceți] concertato · Violino I, II · Viola · Violoncello · Violone⁠(en)[traduceți] · Continuo | Corni · Oboi · Fagotto · Violino piccolo          | I. (Allegro) Probleme cu rularea acestui fișier? Vezi pagina de ajutor . II. Adagio Probleme cu rularea acestui fișier? Vezi pagina de ajutor . III. Allegro Probleme cu rularea acestui fișier? Vezi pagina de ajutor . IV. Minuetto · Trio I · Polacca · Trio II Probleme cu rularea acestui fișier? Vezi pagina de ajutor . |
| Concertul brandenburgic Nr. 2 în fa major (BWV 1047)       | Tromba · Flauto dolce · Oboe · Violino concertato · Violino I, II · Viola · Violoncello e Cembalo all'unisono · Violone                                                   | Tromba · Flauto dolce · Oboe · Violino concertato | |
| Concertul brandenburgic Nr. 3 în sol major (BWV 1048)      | Violino I, II, III · Viola I, II, III · Violoncello I, II, III · Violone e Continuo                                                                                       |                                                   | I. Allegro Probleme cu rularea acestui fișier? Vezi pagina de ajutor . II. Adagio Probleme cu rularea acestui fișier? Vezi pagina de ajutor . III. Allegro Probleme cu rularea acestui fișier? Vezi pagina de ajutor . |
| Concertul brandeburgic Nr. 4 în sol major (BWV 1049)       | Violino principale · Flauto in eco I, II (flauti dolci) · Violino I, II · Viola · Violoncello · Violone · Continuo                                                        | Violino principale · Flauti dolci                 | I. Allegro Probleme cu rularea acestui fișier? Vezi pagina de ajutor . II. Andante Probleme cu rularea acestui fișier? Vezi pagina de ajutor . III. Presto Probleme cu rularea acestui fișier? Vezi pagina de ajutor . |
| Concertul brandenburgic Nr. 5 în re major (BWV 1050)       | Flauto traverso⁠(it)[traduceți] · Violino principale · Violino di ripieno · Viola di ripieno · Violoncello · Violone · Cembalo concertante                                 | Flauto traverso · Violino · Cembalo               | I. Allegro Probleme cu rularea acestui fișier? Vezi pagina de ajutor . II. Affettuoso Probleme cu rularea acestui fișier? Vezi pagina de ajutor . III. Allegro Probleme cu rularea acestui fișier? Vezi pagina de ajutor . |
| Concertul brandenburgic Nr. 6 în si bemol major (BWV 1051) | Viola da braccio I, II · Viola da gamba I, II · Violoncello · Violone · Continuo                                                                                          | Viole da braccio                                  | I. Allegro Probleme cu rularea acestui fișier? Vezi pagina de ajutor . II. Adagio ma non tanto Probleme cu rularea acestui fișier? Vezi pagina de ajutor . III. Allegro Probleme cu rularea acestui fișier? Vezi pagina de ajutor .                                                                                            |